# 아르차흐 공화국의 국기
아르차흐 공화국의 국기는 1992년 6월 2일에 제정되었다.
아르메니아의 국기를 구성하고 있는 빨간색, 파란색, 주황색 세 가지 색의 가로 줄무늬 바탕 오른쪽에 하얀색 V자 모양의 톱니 문양이 계단처럼 그려져 있으며, 하얀색 문양은 아르메니아의 전통적인 융단과 거의 비슷한 모양이다.
아르차흐 공화국의 국기는 전체적으로 아르메니아의 전통과 이 지역의 인구를 뜻하며, 하얀색 문양은 아르차흐가 아르메니아의 영토에서 삼각형 모양으로 분리된 지역임을 뜻한다.

## 같이 보기
- 아르메니아의 국기
- 아제르바이잔의 국기